# Eurobody
Eurobody este o companie producătoare de caroserii din România.
Compania face parte din holdingul Cefin și deține trei fabrici, din Timișoara, Cluj-Napoca și București.